# The Here and Now
The Here and Now è il quarto album in studio della band inglese Architects, pubblicato nel 2010.

## Tracce
1. Day in Day Out – 3:10
2. Learn to Live – 4:01
3. Delete, Rewind – 3:08
4. BTN – 3:58
5. An Open Letter to Myself – 3:16
6. The Blues – 3:17
7. Red Eyes – 4:17
8. Stay Young Forever (feat. Andrew Neufeld) – 3:02
9. Heartburn – 3:37
10. Year In Year Out/Up and Away (feat. Greg Puciato) – 7:27

## Formazione
- Sam Carter - voce
- Tom Searle - chitarra solista, tastiera, programmazione
- Tim Hillier-Brook - chitarra ritmica
- Alex "Ali Dino" Dean - basso
- Dan Searle - batteria, percussioni, programmazione